# 旋转对称

三曲腿

五角星

在数学中，旋转对称是几何图形的一种性质。把一个图形围绕某一个点旋转一定度数，旋转后的图形与旋转前重合，该图形就具备旋转对称性。如果旋转180°后重合，则特别称为中心对称。